# Unión
Unión este un oraș din departamentul San Pedro, Paraguay.